# Stuguns församling
Stuguns församling är en församling inom Svenska kyrkan i Södra Jämtland-Härjedalens kontrakt av Härnösands stift. Stuguns församling ingår i Sydöstra Jämtlands pastorat och ligger i Ragunda kommun i östligaste Jämtland, Jämtlands län.
Församlingskyrkor är Stuguns gamla kyrka och Stuguns nya kyrka.  

## Administrativ historik
Församlingen bildades år 1589 genom utbrytning ur Ragunda församling, fram till 1781 som kapellförsamling. 
Församlingen var till 1 maj 1873 annexförsamling i pastoratet Ragunda, Fors, Håsjö, Hällesjö och Stugun. Från 1 maj 1873 till 2010 var församlingen moderförsamling i pastoratet Stugun och Borgvattnet. Från 2010 till 2021 ingick församlingen i Håsjö pastorat, därefter i Sydöstra Jämtlands pastorat.